# Michal Širica
Michal Širica (1. února 1894 Smrečany – 18. července 1970 Bratislava) byl československý legionář a generál slovenské národnosti, účastník Slovenského národního povstání a politický vězeň komunistického režimu.

## Život

### Před první světovou válkou
Michal Širica se narodil 1. února 1894 ve Smrečanech u Liptovského Mikuláše v početné rodině rolníka Michala Širici a Márie, rozené Červeňové. Vychodil měšťanskou školu, mezi lety 1911 a 1914 studoval na nižší hospodářské škole v Širokém.

### První světová válka
Po vypuknutí první světové války byl Michal Širica v září 1914 povolán k 67. pěšímu pluku do Prešova a po absolvování základního výcviku v lednu 1915 odeslán na ruskou frontu, kde 21. března téhož roku u Smolníku padl v hodnosti svobodníka do zajetí. Do srpna 1917 byl držen v zajateckém táboře Krasnoufimsk a pracoval na výstavbě železnice. Dne 6. srpna 1917 se přihlásil do Československých legií, kam byl 20. téhož měsíce přijat. Zúčastnil se Sibiřské anabáze. Mezi červnem a říjnem 1919 absolvoval důstojnickou školu ve Sljuďance, poté působil jako velitel čety. Byl příslušníkem zadního voje kryjícího ústup československých jednotek ze Sibiře a do Československa odplul až s 33. transportem 14. září 1920. Dosáhl hodnosti podporučíka.

### Mezi světovými válkami
Po návratu do Československa zůstal Michal Širica v armádní službě a stal se důstojníkem z povolání. Službu započal u pěšího pluku 12 v Komárně, od března 1921 přešel na posádkovém velitelství ve Zvoleně. Mezi květnem a prosincem 1921 působil jako proviantní důstojník v Parkani, poté jako velitel čety a následně velitel kulometné roty u pěšího pluku 44 v Liberci. V dubnu 1927 byl převelen na severovýchodní Slovensko, kde sloužil postupně u třech horských praporů. Od září 1930 byl zařazen k pěšímu pluku 14 v Prešově, kde se vypracoval na zástupce velitele praporu a velitele poddůstojnické školy. Funkce zástupců velitelů praporu zastával i mezi květnem 1931 a zářím 1933 u pěšího pluku 36 v Užhorodě, následně byl ustanoven pobočníkem velitele 22. pěší brigády opět v Prešově. V prosinci 1937 byl převelen k pěšímu pluku 33 v Chebu, který se v únoru 1938 přesunul do slovenské Myjavy. Opět zastával funkce zástupců velitelů praporu v posádkách na jihozápadním Slovensku. V období Všeobecné mobilizace na podzim 1938 zastával post velitele I. praporu svého mateřského pěšího pluku. Dosáhl hodnosti majora.

### Druhá světová válka
Po rozbití Československa v březnu 1939 přešel Michal Širica do nově vzniklé slovenské armády a byl ustanoven velitelem 17. divize v Prešově a na této pozici se v druhé polovině března zúčastnil tzv. Malé války proti Maďarům. Mezi dubnem a červnem byl instruktorem u pěšího pluku 2 v Prešově, poté působil na posádkovém velitelství v Žilině jako posádkový velitel a velitel výcvikového střediska. Již v době svého působení v Prešově navázal kontakt s protifašistickým odbojem, jmenovitě s JUDr. Cyrilem Daxnerem a Jánem Lichnerem. Dne 1. listopadu 1939 byl ustanoven velitelem pěšího pluku 6 v Žilině, dne 30. září 1940 pak přednostou Všeobecného úřadu na velitelství divizní oblasti v Trenčíně a 26. června 1941 zástupcem jejího velitele. V únoru 1942 nastoupil turnus jako velitel pěšího pluku 21 Rychlé divize na východní frontě s nasazením v prostoru řeky Don. Po návratu v červenci 1942 opět zastával velitelské funkce v Trenčíně, kde navázal užší styk s pplk. Jánem Golianem. Dne 22. března 1944 byl ustanoven velitelem pěšího pluku 3 ve Zvoleně, v květnu téhož roku se přesunul do Svidníka.

#### Slovenské národní povstání
Vypuknutí Slovenského národního povstání zastihlo Michala Širicu v době jeho lázeňského pobytu v Korytnici-kúpelích. Okamžitě se dal k dispozici povstaleckému velitelství a 3. září 1944 převzal velení posádky náhradního praporu 6 v Dolném Kubíně, následně pak velení II. taktické skupiny se sídlem v Brezně s úkolem hájit východní přístupy na povstalecké území. Jednotky pod jeho velením provedly úspěšné protiútoky, v polovině října 1944 byl ale v důsledku útoků německé skupiny Wittenmeyer s Brezna ustoupit.
Po pádu povstání se zdravotní stav Michala Širici zhoršil natolik, že musel být hospitalizován v Martinské nemocnici, kde ho ale začátkem ledna 1945 státní bezpečnostní složky vypátraly a uvěznily v Bratislavě. Po osvobození města se v dubnu 1945 přihlásil československému Ministerstvu obrany v Košicích, načež byl ustanoven velitelem východních oblastí Slovenska, tento post zastával až do 14. června 1946.

### Po druhé světové válce
Po skončení druhé světové války zastával Michal Širica souběžně s velením východních oblastí Slovenska ještě další souběžné velitelské funkce a postupně byl povyšován až do hodonsti sborového generála. Do 20. září 1950 působil ve funkci Vojenské oblasti 4 v Bratislavě. Poté byl komunistickou mocí odeslán na nucenou dovolenou a po uvalení vykonstruovaného obvinění k 1. únoru 1951 do výslužby. Následně byl zbaven hodnosti a mezi lety 1954 a 1955 uvězněn. Poté pracoval pro turistickou kancelář v půjčovně lodiček v Železné studience a mezi lety 1957 a 1963 v noclehárně na Bratislavském hradě. Rehabilitován byl v roce 1964. Zemřel 18. července 1970 v Bratislavě, kde je i pohřben na hřbitově Slávičie údolie.

## Rodina
Michal Širica se oženil s Márií Rizmanovou, manželům se v roce 1941 narodila dcera Miroslava, provdaná Kadlecová, a v roce 1943 dcera Darina, provdaná Hudobová.

## Vyznamenání
- 1921 Československý válečný kříž 1914–1918
- 1921 Československá revoluční medaile
- 1922 Československá medaile Vítězství
- 1940 Pamětní medaile Za obranu Slovenska v březnu 1939
- 1940 Medaile Za hrdinství III. stupně
- 1941 Kříž odboje I. stupně
- 1942 Medaile Za hrdinství II. stupně
- 1944 Válečný vítězný kříž III. stupně
- 1945 Československý válečný kříž 1939
- 1945 Československá medaile za zásluhy I. stupně
- 1945 Medaile za vítězství nad Německem ve Velké vlastenecké válce 1941–1945
- 1946 Řád Slovenského národního povstání I. stupně
- 1947 Řád svatého Olafa II. stupně
- 1947 Řád rumunské hvězdy IV. třídy
- Partyzánský kříž
- 1948 Řád bratrství a jednoty I. třídy
- 1948 Československý Řád Bílého lva II. třídy
- 1948 Řád znovuzrozeného Polska
- 1969 Řád rudé hvězdy